# 鄭澈
鄭 澈（てい てつ、1536年 - 1593年）は、李氏朝鮮の文人・官僚。『関東別曲』など李氏朝鮮初期を代表する詩賦を作り、韓国における詩賦思想に対し大きな影響を与えた。政治的には西人に属し、右議政などを歴任した。字は季涵、号は松江、諡号は文清。本貫は迎日。

## 略歴
1536年に現在のソウルに生まれた。敦寧府判官鄭惟沈の息子で一番上の姉が仁宗の貴人、二番目の姉が桂林君（月山大君の孫で桂城君の養子）の夫人となっていたことから幼少より宮中に出入りし慶源大君（後の明宗）と親交を深めた。1545年、乙巳士禍に関連し父親が流罪になるとそれに従っている。1551年に特赦され家族は全羅道昌平に移住、ここで金允悌の門下となり星山山麓の松江において学問を学び、また林億齢による詩賦の指導を受けている。
1561年に科挙を受験し進士を第1位で合格、翌年には別時文科も第1位で合格し持平を経て咸鏡道暗行御使に任じられ、1567年には賜暇読書を与えられている。1568年に修撰、校理を経て再び持平とされたが、1575年に一旦官を辞して故郷へ戻っているが、1578年に掌楽院正に任用され、射干、職制学を経て承旨にまで進んだが、珍島郡守であった李銖による贈賄事件に関連し辞職、故郷に戻っている。
1580年、江原道観察使に登用されると、その後観察使として江原道、全羅道、咸鏡道に地方長官として派遣されたことが詩賦創作に大きな影響を与えた。最初の作品として知られる『関東別曲』は金剛山の山水を題材とし、その地方の故事や風俗までも表現した作品であり、また『訓民歌』は地方の民衆教化を行う際の布告文や諭示文に代わるものとして詩賦の形式を借りたものであった。
1583年になると礼曹参判に任じられ、その後刑曹と礼曹の判書を歴任、1584年に大司憲に任じられたが、誣告により翌年辞職、故郷に戻り『思美人曲』、『続美人曲』、『星山別曲』などの作品を作っている。
1589年、右議政に抜擢され鄭汝立の反乱事件を処理すると、西人の領袖として東人への徹底した粛清を行った。粛清では多くの者が刑死されたが、その刑場の惨状を目の当たりにした李山海などは鄭澈との距離を取るようになっていった。翌年には左議政に昇進したが、1591年に「建儲の議」問題で流罪とされた。
1592年、豊臣秀吉による朝鮮出兵が行われると再び登用されている。翌年には平壌奪回により中央政界に復帰、朝鮮支援の出兵に対する謝恩使として明朝に派遣されたが、外交方針をめぐり東人の攻撃を受けて辞職、その後は江華島の松亭村に寓居、12月に死去している。

## 著書と作品

### 著書
- 『松江歌辞』
- 『松江集』

### 作品
- 『星山別曲』
- 『関東別曲』
- 『思美人曲』
- 『続美人曲』
- 『訓民歌』